# Лидия Славева
Лидия Славева (на македонска литературна норма: Лидија Славева или Лидија Славеска) е историчка, доктор на историческите науки, специалист по средновековно южнославянско право и преподавателка от Република Македония. Тя е един от основателите и директор на Института по старославянска култура в Прилеп.

## Биография
Родена е в 1933 година в Кичево, тогава Югославия, днес Северна Македония. Авторка е на монографията „Сръбски грамоти от Душаново време“, съавторка е на двата тома „Описание на славянските ръкописи в Македония“, излязла в 1971 година. Редакторка е на шест книги „Паметници на средновековната и по-нова история на Македония“, публикувани в периода 1975 – 1988 година, както и на историко-лингвистичната и хронологическо-структурната ревизия на славянското ръкописно наследство. Славева е авторка на студията „Етногенезис на македонския народ – континуитет и традиция“ от 1992 година. Славева публикува над 200 статии, издадени в научни списания в Република Македония, Москва, Санкт Петербург, Варшава, София, Охайо, Белград, Братислава и други. Нейната най-известна творба е „Македонски генезис“, която е посмъртно публикувана.
Умира в Скопие в 2008 година.